# Pentagram (magazine)
Pentagram is de naam van het internationale tijdschrift van het Lectorium Rosicrucianum dat in fullcolor wordt uitgegeven door Rozekruis Pers. De titel verwijst naar de rechtopstaande vijfpuntige ster die volgens hen door alle eeuwen heen het verheven symbool is geweest van de nieuwe mens, de mens die vernieuwd is naar geest, ziel en lichaam. Het magazine verschijnt vier keer per jaar in het Nederlands, Duits, Engels, Frans, Hongaars, Fins, Grieks, Italiaans, Pools, Russisch Slowaaks, Tsjechisch en Zweeds. Het magazine wil bijdragen aan bewustwording vanuit een universeel denken.
Sinds de oprichting van de School van het Rozenkruis in Haarlem in 1924 heeft deze organisatie altijd een tijdschrift gehad. De titel is in de loop van de vele jaren meerdere malen veranderd. De eerste uitgaven verschenen als ‘Aquarius’. Daarna volgden achtereenvolgens Het Rozenkruis, De Hoeksteen, Nieuw Religieuze Oriëntering, Ecclesia Pistis Sophia en De Topsteen. 
In januari 1979 verscheen het eerste nummer van het maandblad Pentagram, met een gekleurde omslag en het binnenwerk in zwart-wit. In de loop van de jaren werd het tijdschrift in steeds meer talen uitgegeven. In 1986 werd het Pentagram een tweemaandelijks tijdschrift. Er kwam geleidelijk meer kleur in het blad. In 2015 werd er overgeschakeld naar dikkere nummers en een verschijning van vier keer per jaar.